# PSL(2,7)
In de groepentheorie, een deelgebied van de wiskunde, is de projectieve speciale lineaire groep PSL(2,7) zowel de automorfismegroep van de zogeheten Klein-quartic alsook de symmetriegroep van het Fano-vlak. Met 168 elementen is PSL(2,7), na de alternerende groep A5 op vijf letters met 60 elementen of de isomorfe PSL (2,5), de op een na kleinste niet-abelse enkelvoudige groep. PSL(2,7) heeft belangrijke toepassingen in de algebra, de meetkunde en de getaltheorie. 